# تعذر الأداء النطقي
تعذر الأداء النطقي هو اضطراب مكتسب يسبب صعوبة في الحديث، نتيجة خلل في إرسال الأوامر من الدماغ لعضلة الفم. عسر الحركة النمائية اللفظية يعرف أيضا بتعذر الأداء النطقي عند الأطفال. هو عدم قدرة الطفل على أداء الحركات اللفظية اللازمة للتحدث خلال فترة التعلم.

## الخصائص
بالرغم من أن أسباب تعذر الأداء النطقي وعسر الحركة النمائية اللفظية تختلف، إلا أن لهم نفس الخصائص والعلاج. خصوصا عند التسلسل وإصدار الأصوات. نموذج لفلت يصف عملية التحدث من خلال ثلاث مراحل: التصور والصياغة، والنطق. استنادا إلى نموذج لفلت، تعذر الأداء النطقي يوثر على مرحلة النطق. الشخص المصاب في الحقيقة لا يعاني من صعوبة في اللغة، بل تكمن الصعوبة في إنتاج اللغة على شكل صوتي مفهوم. على نحو وجيه، هذه الصعوبة محدودة فقط على التحدث الصوتي، ولكن لغة الجسد لا تتأثر، مما يؤكد أن الخلل في جزء الدماغ المسؤول عن إرسال الإشارات إلى عضلات الفم لتأدية حركة محددة. من أكثر الأعراض وضوحا لهذا المرض هو وجود أخطاء في النطق والتصاوت (الإيقاع والترنيم). بعض الأعراض المصاحبة تشمل بذل مجهود في التحدث، مع التصحيح الذاتي للأخطاء، وصعوبة في بدء الكلام، وتوتر غير طبيعي، مع عدم الثبات في النطق.
وصف العالم ويرتز خمس أعراض تظهر على الفرد المصاب بتعذر الأداء النطقي.
المحاولة مع بذل مجهود
التأتأة هي عملية البحث عن وضع الفم المناسب لإصدار الصوت المراد. عند محاولة المريض للفظ الكلمة يأخذ وقت أطول أو ينطقها بشكل متكرر أوبصوت منخفض. في بعض الحالات يستطيع المريض نطق الكلمة بسهولة بشكل تلقائي، ولكن عندما يطلب منه نطق كلمة محددة يبذل مجهود ويعاني حتى يتمكن من لفظ الكلمة.
التصحيح الذاتي للأخطاء.
يعي المريض لأخطائه في النطق ويحاول اصلاحها لنفسه.و ذلك بسبب قدرته على فهم الحديث أكثر من التعبير عنه.
أخطاء النطق الغير منسجم للحديث المعاد
عند النطق بنفس الكلمة المعادة بأمثلة مختلفة، الشخص المصاب بتعذر الأداء النطقي يواجه بعض الصعوبات في استعمال والمحافظة على نفس النطق المماثل للنطق السابق لتلك الإعادة. الفرد المصاب بتعذر الأداء النطقي في بعض الايام يمكن أن يرتكب بعض الأخطاء أو يمكن أن يبدو كأنه يفقد القدرة على نطق بعض الأصوات المحددة في بعض الأوقات. النطق يصبح أيضا أكثر صعوبة حينما تتطلب كلمة أو عبارة ما بعض التنظيم في طريقة النطق، بحيث أن تحريك اللسان والشفاه يجب أن يكون في ترتيب معين للتنقل بين الأصوات. على سبيل المثال كلمة «رضيع» تتطلب تنظيم للفم أقل من كلمة «كلب»، إذا نطق «كلب» يتطلب حركتي لسان وشفاه للفظ.
صعوبة بدأ الكلام
بدأ وإنتاج الكلام تصبح مهمة صعبة للمرضى بتعذر الأداء النطقي، مما يسبب في أخطاء كلامية متعددة. الأخطاء في إكمال إيماءات الكلام من المحتمل أن تزداد إذا زاد طول الكلام. بما أن الكلمات المتعددة المقاطع صعبة، الأشخاص المصابون بتعذر الأداء النطقي يستعملون كلمات بسيطة ولها مدى محدد من الحروف المتحركة والساكنة.

## التشخيص
يشخص أخصائي أمراض النطق والكلام تعذر الأداء الكلامي من خلال فحوصات محددة تقيس الآليات الفموية للكلام. يشمل فحص الآليات الفموية مهام مثل شفاه صارة، النفخ، لعق الشفاه، ورفع اللسان، ويشمل أيضا فحص الفم. يتضمن الفحص الكامل أيضا ملاحظة المريض وهو يأكل ويتكلم. لا يوافق أخصائيو أمراض النطق والكلام على مجموعة محددة من الخصائص التي تشكل تشخيص تعذر الأداء الكلامي، لذلك يمكن استخدام أي من الخصائص من المقطع أعلاه للتشخيص. قد يُطلب من المرضى أداء مهام أخرى يومية مثل القراءة والكتابة والتحدث مع الآخرين. في الحالات التي تتضمن تلف في المخ، تساعد أشعة الرنين المغناطيسي على المخ أيضا في تحديد المناطق التالفة في المخ.
يجب استخدام التشخيص التفريقي من أجل استبعاد الاضطرابات المماثلة أو البديلة الأخرى. على الرغم من أن الاضطرابات الأخرى مثل فقدان القدرة على الكلام التعبيري، فقدان القدرة على الكلام التوصيلي، وعسرالتلفظ تشمل أعراض مماثلة لتعذر الأداء الكلامي، ويجب التمييز بين الاضطرابات من أجل علاج المرضى بشكل صحيح (مطلوب الاستشهاد المرجعي) – بينما يشمل تعذر الأداء الكلامي التنظيم الحركي أو مرحلة تجهيز الكلام، قد تشمل اضطرابات فقدان القدرة على الكلام عمليات لغوية أخرى.
وفقا لزيغلر وآخرون، هذه الصعوبة في التشخيص مستمدة من أسباب ووظيفة الاضطراب غير المعروفة، مما يجعل من الصعب وضع معايير محددة لتحديد تعذر الأداء الكلامي. لكنه وضح على وجه التحديد أن تعذر الأداء الفمي- الوجهي، وعسر التلفظ، والضعف الصوتي الحبسي هي ثلاثة اضطرابات تختلف اختلافا واضحا والتي تسبب للأفراد أعراض غالبا ما تكون مماثلة لتلك الموجودة بشخص لديه تعذر الأداء الكلامي، ويجب على أخصائي أمراض اللغة والكلام استبعاد علاقات الارتباط القريبة بشكل صحيح قبل إعطاء تعذر الكلام الادائي كتشخيص. بهذه الطريقة، تعذر الكلام الادائي هو تشخيص بالاستبعاد، ويعرف عموما عند استبعاد كل اضطرابات إنتاج الصوت المماثلة الأخرى.

### الأمراض المصاحبة المحتملة لفقدان القدرة على الكلام
يتم الخلط عادة بين تعذر الأداء الكلامي وفقدان القدرة على الكلام التعبيري (المعروف أيضا باسم حبسة بروكا) على أنهما نفس الاضطراب ذلك لأنهما غالبا ما يحدثان معا في المرضى. على الرغم من ان كلا الاضطرابين يأتيان مع أعراض مثل صعوبة إنتاج الأصوات بسبب تلف في أجزاء اللغة في المخ، فإنهما ليسا مثل بعضهما. ويكمن الفرق الرئيسي بين هذه الاضطرابات في القدرة على فهم اللغة المنطوقة. المرضى الذين يعانون من تعذر الأداء قادرون على الفهم الكامل للكلام، في حين أن المرضى الذين يعانون من فقدان القدرة على الكلام ليسوا دائما قادرين تماما على فهم كلام الآخرين.
حبسة التوصيل هو اضطراب كلامي اخر مشابه، ولكن ليس مثل تعذر الأداء الكلامي. على الرغم من أن المرضى الذين يعانون من حبسة التوصيل لديهم فهم كامل للكلام، مثل الذين يعانون من تعذر الأداء الكلامي، الا أن هناك اختلافات بين الاضطرابين. عادة ما يكون المرضى مع حبسة التوصيل قادرين على التحدث بطلاقة، ولكن ليس لديهم القدرة على تكرار ما يسمعونه.
وبدوره فإن عسر التلفظ اضطرابٌ كلامي حركي آخر يتميّز بصعوبة التعبير عن الأصوات. لا يحدث صعوبة في التعبير المناسب في التجهيز للحركات الحركية، كما يحدث مع تعذرالأداء الكلامي. بدلا من ذلك، عسر التلفظ بسبب عدم قدرة أو ضعف عضلات الفم والوجه والجهاز التنفسي".

## الأسباب
يمكن أن يكون سبب تعذر الأداء الكلامي هو ضعف أجزاء المخ التي تتحكم في حركة العضلات والكلام" لكن تحديد المنطقة المعينة من المخ التي تحدث دائما تعذر اللأداء الكلامي مثيرة للجدل. تم تشخيص العديد من المرضي مع تلف بالهياكل تحت القشرية بالجانب الايسر، ومناطق الجزر، ومنطقة بروكا مع تعذر الأداء الكلامي. عادة تسببها الآفات الوعائية، ولكن يمكن أن ينشأ تعذر الأداء الكلامي أيضا نتيجة للأورام والإصابات.

### تعذر الأداء الكلامي الحاد
تعذر الأداء الكلامي المصاحب للجلطة هو الشكل الأكثر شيوعا لتعذر الأداء الكلامي المكتسب، والذي يشكل نحو60٪ من جميع حالات تعذر الأداء الكلامي المكتسبة المسجلة. هذا هو واحد من العديد من الاضطرابات المحتملة التي يمكن أن تنجم عن الجلطة الدماغية، ولكن فقط حوالي 11٪ من حالات الجلطة الدماغية تتضمن هذا الاضطراب.
يمكن أن يؤدي تلف الوصلات العصبية بالمخ، وخصوصا المشابك العصبية، أثناء الجلطة الدماغية إلى تعذر الأداء الكلامي المكتسب. معظم حالات تعذر الأداء الكلامي المرتبطة بالجلطة الدماغية طفيفة، ولكن قد تفقد وظيفة الحركة اللغوية في معظم الحالات الشديدة، ويجب إعادة تعلمها. لان معظم هذا النوع من تعذر الأداء الكلامي لمرضى في الخمسين من العمر على الأقل، يتعافى عدد قليل تماما إلى مستواه السابق من القدرة على إنتاج الكلام.
تشمل الاضطرابات والإصابات المخية الأخرى التي يمكن أن تؤدي إلى تعذر الأداء الكلامي (نتيجة الصدمة) الخرف، والاضطرابات العصبية التقدمية، وإصابات المخ الصدمية.

## العلاج
في حالات تعذر الأداء النطقي الوجيز يمكن أن يشفى المريض ويسترجع قدرته على التحدث كالسابق. بينما حالات تعذر الأداء النطقي المكتسب تحتاج إلى علاج، ويختلف نوع العلاج بحسب حالة المريض. عادة العلاج يتضمن عرض المريض على مختص في أمراض النطق. أما في حالات تعذر الأداء النطقي الشديدة يحتاج المريض عدة جلسات علاج كل أسبوع، ويمكن أن يقل عدد الجلسات كلما تحسنت حالة المريض. واحد من الأنماط الأساسية في العلاج هو التكرار؛ والهدف من هذا العلاج هو الحصول على كمية كبيرة من الكلام الهادف أو الاستعمال المطلوب للكلام.
يوجد أساليب عديدة لعلاج تعذر الأداء النطقي. الأسلوب اللغوي هو واحد من أساليب العلاج التي تستخدم قواعد الأصوات والتسلسل، ويركز على وضع الفم عند تشكيل الأصوات. أسلوب برمجة الحركة يتضمن تدريب المريض على حركات الفم والانتقالات اللازمة لإصدار الأصوات.
الأبحاث عن علاج تعذر الأداء أظهرت أربع فئات أساسية: حركة إخراج الحرف، التحكم بمعدل النظم، إعادة التنظيم، الاتصال البديل والتزايدي.
- علاج حركة إخراج الحرف يتطلب إنتاج لفظي. من أحد الأساليب الشائعة هو التقليد والتكرار وذلك حتى يتمكن المريض من إنشاء سلوك الحديث المطلوب. ويعتمد هذا الأسلوب بشكل أساسي على أهمية تحسين الناحية الزمانية والمكانية لإصدار الصوت لدى المريض.
- التحكم بمعدل النظم يركز على علاج الوقت الذي يستغرقه المريض للتحدث. أساليب العلاج في الغالب تعتمد على مصدر خارجي للعلاج.
- أساليب إعادة التنظيم تشمل حركة الجسد وإيماءات الأطراف؛ حيث يتم ربط الكلام بإيمادات الأطراف وذلك لتنظيم حديث المريض.
- أسلوب الاتصال البديل والتزايدي يختلف من مريض لآخر. غالبا ما يتضمن “نظام اتصال شامل” يحتوي على “الكلام، كتاب مساعد في الاتصال، نظام تهجئة، نظام الإيماءات، التكنولوجيا، شركاء على علم بحالة المريض”

هنالك دراسة وصفت استخدام إلكتروبلاتوجرافي لعلاج المصابين بتعذر الأداء النطقي المكتسب الشديد. إلكتروبلاتوجرافي هي أداة تعتمد على الكومبيوتر لتقدير وعلاج مشاكل النطق. هذا البرنامج يسمح للمريض برؤية وضع الفم عند التحدث حتى يتمكن من الوصول للوضع الصحيح. عادة ما تظهر مشاكل النطق مرة أخرى بعض سنتين من العلاج، هذه الدراسة أثبتت أن العلاج باستخدام إلكتروبلاتوجرافي يمكن المريض من رؤية مشاكل وضع الفم السابقة عند التحدث وبالتالي يساعده على تحسينها.
مازالت الدراسات جارية لاكتشاف أساليب مختلفة لعلاج تعذر الأداء النطقي. بعض الاقتراحات المقدمة من ASHA تتضمن الدمج بين الأدلة الموضوعية للعلاج، والسبب المنطقي، والمعرفة والخبرة العلاجية، واحتياجات وأهداف المريض.

## التاريخ والمصطلح
مصطلح تعذر الأداء عرفه أولا هوجو كارل ليبمان في عام 1908 أنه “عدم القدرة على القيام بعمل معقد بسبب ضعف في العضلات”. في عام 1969 وضع فريدريك دارلي مصطلح تعذر الأداء النطقي واستبدل تعريف ليبمان وعرفه بأنه “ تعذر الأداء في تركيب اللسان والشفاه والحنجرة”. بول بوركا عرف أيضا اضطراب النطق عام 1862 وأعاده إلى تعذر التعبير، وهو اضطراب يتضمن صعوبة في التلفظ بصرف النظر عن سلامة مهارات اللغة ووظيفة العضلة.